# A Classic Case
| Recensione       | Giudizio |
| ---------------- | -------- |
| Progarchives     |          |
| George Starostin | [ 1 ]    |

A Classic Case: The London Symphony Orchestra Plays the Music of Jethro Tull è un disco della band progressive rock inglese Jethro Tull e della London Symphony Orchestra, pubblicato nel 1985.

## Il disco
L'album è indubbiamente uno dei più particolari e curiosi nella storia della band. Innanzitutto è l'unico interamente strumentale. Ha inoltre una storia particolare. È stato pensato dalla EMI che voleva creare una serie di album mescolando il rock e la musica classica. Per fare questo non c'era persona più adatta di David Palmer, esperto in entrambi i generi.
Palmer avrebbe dovuto selezionare alcuni dei brani più famosi dei Jethro Tull e adattarli musicalmente (tranne Fly By Night presa dal primo album solista di Anderson Walk Into Light), in modo tale da poter essere suonati da un'orchestra sinfonica. Il progetto però fallì nel momento in cui Palmer contattò i membri della band per aiutarlo. Infatti ciò che doveva essere un album orchestrale diventò un album dove il gruppo suonava con l'accompagnamento di un'orchestra, la London Symphony Orchestra; in fondo nulla di particolarmente innovativo.

## Tracce
1. Locomotive Breath – 4:16
2. Thick as a Brick – 4:24
3. Elegy – 3:41
4. Bourée – 3:10
5. Fly By Night – 4:12
6. Aqualung – 6:22
7. Too Old to Rock 'n' Roll: Too Young to Die – 3:27
8. Teacher / Bungle in the Jungle / Rainbow Blues / Locomotive Breath – 3:58
9. Living in the Past (brano musicale) – 3:29
10. War Child – 4:56

## Formazione
- Ian Anderson - flauto traverso, chitarra acustica
- Martin Barre - chitarra
- Peter-John Vettese - tastiera
- Dave Pegg - basso
- Paul Burgess - batteria
- London Symphony Orchestra
- David Palmer - direttore d'orchestra, arrangiamenti